# Канькіт
Канькіт — мінерал з хімічною формулою Fe3+AsO4·3,5(H2O). Канькіт названий на честь місцевості, де були знайдені перші зразки — Каньк, Чехія. Канькіт утворюється в старих (віком 1200—1400 років) шахтних відвалах. Схвалений IMA в 1976 році.

## Властивості
Канькіт є моноклінним мінералом, має 3 нерівні осі, одна з яких знаходиться під прямим кутом до двох інших. Має нерівний злам і твердість 2-3.
Має жовтувато-зелений колір після розкриття, після перебування на повітрі стає більш блідим, зеленувато-жовтим.
Блиск тьмяний до склоподібного.
Габітус ботріоїдальний, «виноградоподібних» округлих форм (подібно до малахіту). Утворює інкрустації, кіркоподібні агрегати на матриці. Питома вага канькіту становить 2,70.

## Прояви
Канькіт був вперше описаний у 1976 році за проявом у Каньку (Кутна Гора, Богемія, Чехія). Це рідкісний вторинний мінерал у сильно вивітрених шахтних відвалах, що містять арсенопірит (у Чехії). Асоціюється зі скородитом, піттицитом, параскородитом, зикаїтом, арсенопіритом, вайдакітом, самородним арсеном, піритом, пруститом, гіпсом, лімонітом і кварцом.
Про канькіт також повідомляється з Мунціга біля Майсена; з Бранд-Ербісдорфа, Саксонія; з Менценшванда, Шварцвальд у Німеччині. Трапляється у копальні King's Wood, Бакфастлі, Девон, і на шахті South Terras, Сент-Стівен-ін-Браннел, Корнуолл в Англії. Також є повідомлення про знахідки у копальні Сузукура на північний схід від Енцана, префектура Яманасі, Японія.